# Miombogenet
De Miombogenet (Genetta angolensis) is een roofdier uit de familie van de civetkatachtigen (Viverridae).

## Kenmerken
Ze wegen ongeveer 1–2 kg.

## Voortplanting
Na een draagtijd van 70-77 dagen worden 1-4 jongen geboren.

## Verspreiding
Deze soort komt voor in het zuiden van Afrika.